# 克麗絲·史達琳
克麗絲·M·史達琳（英語：Clarice M. Starling）是湯瑪斯·哈里斯所創作的懸疑小說系列《沉默的羔羊》和《人魔》中的虛構人物。
在1991年電影《沉默的羔羊》中，克麗絲·史達琳由茱蒂·佛斯特飾演。此後，茱莉安·摩爾於2001年電影《人魔》中出演該角色，蕾貝卡·布利茲在CBS電視劇《克麗絲》中出演該角色。
在美國電影學會評選的AFI百年百大英雄與反派中，茱蒂·佛斯特出演的克麗絲·史達琳是排名第六位的英雄，亦是最高位的女英雄。1991年，茱蒂·佛斯特憑藉該角色獲得第64屆奧斯卡最佳女主角獎。

## 小說

### 《沉默的羔羊》
在小說《沉默的羔羊》中，克麗絲·史達琳是美國聯邦調查局的一名實習幹員。她受行為分析小組局長傑克·克勞福派遣去巴爾的摩的一處精神病院監獄採訪漢尼拔·萊克特。漢尼拔是一名傑出的精神科醫師同時也是殘忍的食人連環殺手。首次造訪的克麗絲遭到精神病院管理人弗雷德里克·奇爾頓的騷擾，這使得她與同樣厭惡奇爾頓的漢尼拔增進聯繫。此後漢尼拔向克麗絲提供抓捕兇殘的連環殺手野牛比爾的行蹤線索換取克麗絲的個人經歷。傑克警告克麗絲注意保護隱私不要輕信漢尼拔。克麗絲為了獲取破案線索不顧勸告同意漢尼拔的提議。
克麗絲告訴漢尼拔她在西維吉尼亞州的小鎮中長大，父親是小鎮警長。他在自己十歲時正在值勤過程中被搶劫犯給槍擊的一個月後身亡。唯獨自己和母親相依為命，雖然母親在一家旅館找到服務員的工作可是生活十分艱難。隨後克麗絲去投靠她位於蒙大拿州中經營牧場的叔叔。有一次克麗絲目睹羔羊群被宰殺的場面，她為此非常驚恐地跑開甚至試圖偷走一隻羔羊打算放生引起叔叔的不悅被送至路德教派的孤兒院中長大。此後克麗絲自維吉尼亞大學畢業擁有心理學和犯罪學雙學位。她在大學期間曾於兩個暑期時在一家心理健康中心做義工。傑克曾擔任維吉尼亞大學的客座講師，克麗絲在犯罪學研討會上認識他並且決定加入聯邦調查局。
漢尼拔向克麗絲提供混亂的信息與期望她能夠自己找出正確的線索，兩人逐漸開始尊重對方。漢尼拔在轉移至田納西州州立監獄的途中逃脫，克麗絲並沒有懼怕他會殺死自己，因為「這是粗魯的行為」。
克麗絲推理出野牛比爾的第一個受害人可能與他有著親密關係，她來到受害人位於的家中調查遇到化名為傑克·戈登（Jack Gordon）的真正兇手詹姆·古姆（Jame Gumb）。她看到房間裡飛舞著一隻與每個受害者口中類似的黑女巫蛾，認定該男子就是野牛比爾。克麗絲追著詹姆來到地下室，發現還有一名雖然生卻被綁架的受害者。詹姆關掉電源戴著夜視鏡接近黑暗中的克麗絲。當他準備用左輪手槍射擊克麗絲時扳動擊錘的聲音讓她判別方位，克麗絲循聲擊斃詹姆後自此名聲大噪，以優異的成績從聯邦調查局學院畢業成為一名正式探員。一週之後，漢尼拔從聖路易的一家旅館中寄來一封信，詢問克麗絲羔羊是否停止尖叫。克麗絲在朋友的馬里蘭州海邊度假小屋中安穩入睡。

### 《人魔》
在小說《人魔》中，克麗絲·史達琳三十出頭仍然就職於聯邦調查局。克麗絲在拒絕一名美國司法部官員保羅·克倫德勒（Paul Krendler）的性騷擾之後，她的職業生涯前景曲折。克麗絲在一次與罪犯交火時用嬰兒做人質的毒販開槍回擊。在克倫德勒的鼓動下，上司將她免職。隨後克麗絲收到來自不知發自何處的漢尼拔的鼓勵信。
漢尼拔身在義大利佛羅倫斯。梅森·韋格是一名有戀童癖的虐待狂，他被漢尼拔毀容並且傷殘至四肢癱瘓，當前在重金懸賞抓捕漢尼拔。佛羅倫斯督察里納爾多·帕齊（Rinaldo Pazzi）認出漢尼拔，他為獲得懸紅沒有通知警方，私自與梅森聯繫。克麗絲發現漢尼拔在佛羅倫斯並且警告帕齊不要擅自行動。，結果漢尼拔果如克麗絲所料已然得知帕齊的舉動並殺害他。漢尼拔逃回美國試圖追蹤克麗絲。克倫德勒秘密協助梅森抓到漢尼拔，梅森打算將漢尼拔餵給一群野豬。
克麗絲得知消息之後趕去救漢尼拔希望將他交予當局審判。梅森被他的妹妹瑪格（Margot Verger）給殺害，克麗絲分散野豬的注意力將漢尼拔給救下卻被梅森的手下開槍射傷，漢尼拔將她帶走並照顧至痊愈。漢尼拔為克麗絲服用精神藥物並對她施行古典制約，讓克麗絲逐漸神智迷失相信自己是漢尼拔早夭的妹妹米莎（Mischa）。在此期間，漢尼拔控制克倫德勒並在他活著時為他進行開顱手術。在精心準備的晚宴上，漢尼拔用小勺取出了克倫德勒的前腦，佐以檸檬和刺山柑烹製。在小說中，他將克倫德勒的大腦餵給克麗絲時讓她覺得十分美味。
漢尼拔對克麗絲的洗腦計劃以失敗告終，兩人最終成為情侶。此後兩人消失，三年後他們出現在布宜諾斯艾利斯的哥倫布劇院。

## 電影
在電影《沉默的羔羊》中，克麗絲·史達琳的故事線基本遵循原著小說。電影《人魔》的結局與小說有很大不同。電影《人魔》中，漢尼拔沒有試圖為克麗絲洗腦，而且也沒有將克倫德勒的大腦餵給她而是餵給克倫德勒。克麗絲仍然希望將漢尼拔繩之以法用手銬將兩人雙手銬在一起等待警察前來，漢尼拔砍掉自己的手逃走。轉天之後漢尼拔乘上飛機逃至海外。
茱蒂·佛斯特憑藉該角色獲得第64屆奧斯卡最佳女主角獎，但是她決定不再出演續作《人魔》，茱莉安·摩爾接替她出演該角色。

## 電視劇

### Lifetime
2012年5月，電視台宣佈開發以克麗絲·史達琳為主角的電視劇，聚焦她從聯邦調查局學院畢業之後的故事。該項目此後未能繼續推進。

### NBC
2013年電視劇《雙面人魔》的開創者布萊恩·富勒在該劇被取消前透露，如果能夠從米高梅獲取影視改編權，他希望於第五季中引入克麗絲·史達琳這個角色，並表示第五季將基於小說《沉默的羔羊》改編，第六季將基於小說《人魔》改編，第七季將以原創故事為《人魔》收尾。布萊恩·富勒表示有意選擇艾倫·佩姬出演克麗絲·史達琳。

### CBS
2020年1月，艾力克斯·寇茲曼和珍妮·盧梅宣佈為CBS電視台開發電影《沉默的羔羊》的續作電視劇《克麗絲》，故事設定在1993年。2月，蕾貝卡·布利茲確定領銜出演女主角克麗絲·史達琳。3月，CBS預訂了試播集，但是受2019冠狀病毒病疫情的影響，製作組暫時無法開機拍攝。5月8日，CBS宣佈預訂整季。

## 資料來源
1. ↑  AFI. .   [2011-09-20]. （原始内容存档于2016-03-04）.
2. ↑  Harris, Thomas.  1st. New York City: Delacorte Press. 1999-06-08: 554. ISBN 0-385-33487-7.
3. ↑  Hollywood.com. . 1999-12-29  [2011-09-20]. （原始内容存档于2012-12-03）.
4. ↑  Schneider, Michael. . TV Guide. Portland, Oregon: NTVB Media. 2012-05-25  [2012-11-10]. （原始内容存档于2014-08-28）. 参数|magazine=与模板{{cite web}}不匹配（建议改用{{cite magazine}}或|website=） (帮助)
5. ↑  Goldman, Eric. . IGN. San Francisco, California: j2 Global. 2013-04-03  [2013-04-05]. （原始内容存档于2018-07-27）.
6. ↑  Bernstein, Abbie. . Assignment X. 2013-06-13  [2013-06-21]. （原始内容存档于2015-05-27）.
7. ↑  Jeffery, Morgan. . Digital Spy. London, England: Hearst Magazines UK. 2015-07-24  [2015-07-25]. （原始内容存档于2015-10-19）. 参数|magazine=与模板{{cite web}}不匹配（建议改用{{cite magazine}}或|website=） (帮助)
8. ↑  Andreeva, Nellie. . Deadline. 2020-01-12  [2020-05-08]. （原始内容存档于2020-05-16）.
9. ↑  Andreeva, Nellie. . Deadline Hollywood. 2020-02-26  [2020-02-26]. （原始内容存档于2020-02-26）.
10. ↑  . The Futon Critic. 2020-03-13  [2020-05-19].
11. ↑  Andreeva, Nellie. . Deadline Hollywood. 2020-05-08  [2020-05-19]. （原始内容存档于2020-05-20）.